# Revue de l'Orient Latin
La Revue de l'Orient Latin è una serie di documenti medievali in 12 volumi pubblicata dal 1893 al 1911. Si trattava della continuazione degli Archives de l'Orient Latin, i cui due volumi furono pubblicati tra il 1881 e il 1884. Diversi documenti e lettere medievali sono spesso citati nelle opere scientifiche sulle Crociate. La Revue è spesso abbreviata ROL e gli "Archives" sono abbreviati AOL, ma spesso i due gruppi di documenti sono citati insieme.
Gli "Archives" sono stati pubblicati a Parigi. La Revue era la rivista ufficiale della fondazione archeologica "Société de l'Orient latin", fondata nel 1875 dal conte Paul Riant (1836-1888) e veniva pubblicata presso la sede della società a Ginevra. Le prime pubblicazioni erano suddivise in serie geografiche e storiche. La parte geografica conteneva gli itinerari dei pellegrini. La serie storica comprendeva cronache, lettere e carte.